# 9ato Entertainment
9ato Entertainment（韓語：나인아토엔터테인먼트），是一間韓國娛樂經紀公司，與935 Entertainment同為柴田久美子（しばた くみこ）所創立。旗下藝人包括丁一宇、韓韶禧、李多寅等。

## 旗下藝人

### 男演員
- 宋智赫（朝鲜语：지혁）（2018年—）[1]
- 金度賢（2020年—）[2]
- 金武俊（2020年—）[3]
- 金珉賞（2022年—）[4]
- 鄭賢俊（2024年—）[5]

### 女演員
- 韓韶禧（2018年—）
- 尹瑞娥（2021年—）[6]
- 妍雨（2021年—）[7]
- 黃汀旼（2022年—）[8]
- 陳佳恩

## 过往艺人
- 丁一宇（2021年—2022年）
- 李多寅（2018年—2024年）[9]

## 外部連結
- 9ato Entertainment的官方網站
- 9ato Entertainment的Instagram帳戶
- 9ato Entertainment的Facebook專頁
- 9ato Entertainment的X（前Twitter）
- 9ato Entertainment的NAVER Blog （页面存档备份，存于）
- 9ato Entertainment的YouTube （页面存档备份，存于）